# Mjač i serdce
Mjač i serdce (Мяч и сердце) è un film del 1935 diretto da Boris Ivanovič Jurcev.